# Distretto di Ochi
Il distretto di Ochi (越智郡, Ochi-gun?) è uno dei distretti della prefettura di Ehime, in Giappone.
Attualmente fa parte del distretto solo il comune di Kamijima.
| Controllo di autorità | VIAF (EN) 251470219 · NDL (EN, JA) 00407349 |